# 万楼街道
护潭乡，是中华人民共和国湖南省湘潭市雨湖区下辖的一个乡镇级行政单位。

## 行政区划
护潭乡下辖以下地区：
繁城村、红星村、富强村、永红村、悦星村、文昌村、湘竹村和渔业村。